# 七次方程
七次方程是可以用下式表示的方程
{\displaystyle ax^{7}+bx^{6}+cx^{5}+dx^{4}+ex^{3}+fx^{2}+gx+h=0,\,}
其中 a≠0。
而七次函數是可以用下式表示的函數：
{\displaystyle f(x)=ax^{7}+bx^{6}+cx^{5}+dx^{4}+ex^{3}+fx^{2}+gx+h\,}

七次函數的圖，有六個臨界點

其中 a≠0。換句話說，七次函數也就是階數為 7 的多項式，若 a=0，則多項式最多只為是六次函數。
若將令七次函數 {\displaystyle f(x)=0}，即可得到七次方程。
七次方程的係數 a, b, c, d, e, f, g, h 可以是整數、有理數、複數或是任何一種的元素。
因為七次函數的階數為奇數，所以它的函數圖形類似三次函數及五次函數，不過可能會有更多的局部極大值與局部極小值。事實上，七次函數至多有三個局部極大值與三個局部極小值，因為其導數為六次方程。

## 七次方程求根
只有少部分的七次方程的根可以由係數的四則運算與根號表示，大部分的七次方程都不行。埃瓦里斯特·伽罗瓦發現了一個方法可以判斷一條七次方程能否通過四則運算及開根號等運算求出其根，並且同時創立了伽羅瓦理論。我們可以藉由推廣亞伯拉罕·棣莫弗五次方程得到一個不可約但可解的七次方程。例如
{\displaystyle x^{7}+7ax^{5}+14a^{2}x^{3}+7a^{3}x+b=0\ }
其輔助方程為 {\displaystyle y^{2}+by-a^{7}=0\,}
設 {\displaystyle x=u+v}、 {\displaystyle uv+a=0}，則以上方程化簡為 {\displaystyle u^{7}+v^{7}+b=0}。故 {\displaystyle u^{7}}、{\displaystyle v^{7}} 皆為輔助方程的根。
所以，該七次方程的七個根{\displaystyle x_{k}}為
{\displaystyle x_{k}=\omega _{k}{\sqrt[{7}]{y_{1}}}+\omega _{k}^{6}{\sqrt[{7}]{y_{2}}}}     {\displaystyle (k=1,2,\dots ,7)}
在此，{\displaystyle \omega _{k}}是 1 的七次單位根，{\displaystyle y_{1},y_{2}} 是輔助方程中 {\displaystyle y} 兩個根。
這個構造不可約的可解方程式的方法可以被推廣到 k 次多項式，k 是正整數。
此外 Kluner 在 Database of Number Fields 給出的另外一個例子是
{\displaystyle x^{7}-2x^{6}+(a+1)x^{5}+(a-1)x^{4}-ax^{3}-(a+5)x^{2}-6x-4=0}
它的判別式是
{\displaystyle {d=-4^{4}(4a^{3}+99a^{2}-34a+467)^{3}}}
注意到當 d = −467 時有類數 h(d) = 7。而這類七次方程的伽羅瓦群乃是一個十四階的二面體群。
有了七階交錯群 {\displaystyle A_{7}} 以及七階對稱群 {\displaystyle S_{7}}，就可以解所有的七次方程，但是，有些七次方程的根須要超橢圓函數和相關虧格為3的Θ函數。但是因為求解六次方程的根已達到人腦計算能力的上限，所以一直要到十九世紀計算器問世之後數學家才開始著手研究七次方程的代數解。
低於六次的方程求根都很明顯的可以通過疊加雙變數連續 函數而得，但七次方程的求根就不是直接可以看出來。希爾伯特第十三問題猜測一般的七次方程是不能通過上述方法解出根的，然而，1957年，苏联数学家弗拉基米爾·阿諾爾德證明了一般的七次方程仍然可以使用此手段表達其根。同時，阿諾爾德猜測，七次方程求根可以通過疊加雙變數代數 函數而得，這個問題被視為是真正的希爾伯特問題，並且到目前仍然是未解決的問題。

## 伽羅瓦群

法諾平面

- 每個可以藉由將其系數加減乘除及開根號求根七次方程的伽羅瓦群，一定是七階的循環群、十四階的二面體群、二十一或四十二階的亞循環群其中之一。
- 圖中包含七條線的法諾平面的七個頂點置換組成的168階的伽羅瓦群L(3, 2)，求解含有此伽羅瓦群L(3, 2)的七次方程需要使用橢圓函數，而不是超橢圓函數。
- 除了上述特例之外，七次方程的伽羅瓦群不是一個2520階的交錯群，就是一個5040階的對稱群。

## 五邊形與六邊形的面積
若有一七次方程，其係數為某個五邊形五個邊的對稱函數，則他的其中一個根是該五邊形的面積。此外，六邊形也可以得到相同的結論。